# Petrivska Huta, Lîseanka
Petrivska Huta (în ucraineană Петрівська Гута) este un sat în comuna Jurjînți din raionul Lîseanka, regiunea Cerkasî, Ucraina.

## Demografie
Componența lingvistică a localității Petrivska Huta
     Ucraineană (99,47%)
     Alte limbi (0,53%)
Conform recensământului din 2001, majoritatea populației localității Petrivska Huta era vorbitoare de ucraineană (99,47%), existând în minoritate și vorbitori de alte limbi.